# Can Bassagoda
Can Bassagoda és un edifici del municipi d'Hostalric (Selva) que forma part de l'Inventari del Patrimoni Arquitectònic de Catalunya.

## Descripció
És un habitatge entre mitgeres, situat al nucli urbà, molt a prop de la plaça de la Vila. Consta de planta baixa, dos pisos i terrat. Façana en encoixinat, amb unes cornises horitzontals que separen visualment els pisos. A la planta baixa, porta d'accés adovellada i amb arc carpanell, i al costat esquerre, una finestra amb una reixa. Al primer pis hi ha una finestra i una porta amb balcó amb barana de ferro forjat. Al segon pis, dues finestres de mida més petita.